# Мариуполь (Мордовия)
 Мариуполь — деревня в Большеберезниковском районе Мордовии в составе Большеберезниковского сельского поселения.

## География
Находится на речке Кша на расстоянии примерно 1 километр на север от районного центра села Большие Березники.

## Название
В основе названия женское имя Марья, осложненное топоэлементом — «поль», восходящим к слову поле, дословно — «поле Марии».

## История
Деревня Мариуполь (Марьяполье, Мареполевка, Мариаполь) до революции — в Карсунском уезде Симбирской губернии. Население русское. Деревянная двухэтажная церковь была построена в 1848 году помещицей Марией Петровной Куприяновой. На  первом этаже — главный престол, в честь Тихвинской иконы Божией Матери, в приделе — во имя великомученицы Варвары и святителя Николая, архиепископа Мирликийского. На втором этаже один престол — во имя преподобного Сергия Радонежского. В 1854 году М. П. Куприянова построила ещё одну деревянную церковь, на кладбище, освященную в честь Всех Святых. С 1893 по 1897 год Александр Николаевич Телемаков был рукоположен во священника ко храму в селе Мариаполь Карсунского уезда Симбирской губернии, ныне священномученик. В советское время храмы пошли на слом. Приход не восстановлен по причине не многочисленности населения.
Упоминается с 1863 года как владельческое село из 76 дворов. В начале XX века здесь проживало около 600 человек. 
В советское время работали колхозы «Красный Колос» и им. Кирова.

## Население
| 2002 | 2010 |
| ---- | ---- |
| 240  | ↘215 |

Постоянное население составляло 240 человек (русские 95 %) в 2002 году, 215 — в 2010 году.